# Manchester Futsal Club
Manchester Futsal Club è una squadra inglese di calcio a 5 formata a Manchester nel 2006, partecipa alla Lega calcio a 5 di Manchester e dalla stagione 2007/2008 è entrata a far parte del girone nord della FA Umbro Futsal League.
Il Manchester FC è stato il primo club di calcio a 5 a ricevere il  FA's Charter Standard  Oltre alla disputa del campionato locale e del campionato nazionale infatti, la squadra organizza sessioni di insegnamento dello sport sia nella comunità locale che nelle scuole.
La prima squadra è composta da giocatori provenienti da diversi paesi, la maggior parte infatti è reclutata tra gli studenti della comunità universitaria di manchester.

## Rosa 2007/2008
| N° | Naz.                    | Ruolo    | Sportivo       | Anno |  |  |
| -- | ----------------------- | -------- | -------------- | ---- |  |  |
| -  | Inghilterra (bandiera)  | Portiere | Simon Wright   | -    |  |  |
| -  | Russia (bandiera)       | -        | Ilya Ovechkin  | -    |  |  |
| -  | Inghilterra (bandiera)  | -        | Douglas Reed   | -    |  |  |
| -  | Inghilterra (bandiera)  | -        | Sam Richardson | -    |  |  |
| -  | Inghilterra (bandiera)  | -        | Rik Bradley    | -    |  |  |
| -  | Brasile (bandiera)      | -        | Adriano        | -    |  |  |
| -  | Mozambico (bandiera)    | -        | Ruben Manna    | -    |  |  |
| -  | Kirghizistan (bandiera) | -        | Azat Sakebaev  | -    |  |  |